# Tomahawk (hrabstwo Lincoln)
Tomahawk – miejscowość w Stanach Zjednoczonych, w stanie Wisconsin, w hrabstwie Lincoln.